# Rousses
 Rousses  es una localidad y comuna de Francia, en la región de Languedoc-Rosellón, departamento de Lozère, en el distrito y cantón de Florac.
Su población en el censo de 1999 era de 86 habitantes.
Está integrada en la Communauté de communes Cévenoles Tarnon Mimente.

## Demografía
| 106 | 93 | 79 | 67 | 69 | 86 |
| Para los censos de 1962 a 1999 la población legal corresponde a la población sin duplicidades (Fuente: INSEE [Consultar]) |    |    |    |    |    |